# Ljubezen je bolečina
Roman Ljubezen je bolečina (1980) Katje Špurove govori o nasprotju med žensko, ki želi biti žena in mati, predvsem pa si želi čustvene topline in varnosti, in moškim, ki uživa življenje in mu veliko pomenijo predvsem materialne dobrine.

## Vsebina
Učiteljica Nada, preprosto podeželsko dekle, se med vojno zaposli v glasbeni šoli, kjer se seznani s tamkajšnjim tajnikom Borisom. Boris je fant s prijetnim nasmehom, ki ga vedno obkrožajo ženske. Po hodnikih in učilnicah so se namreč sprehajale ženske, ki so nadomestile slovenske učitelje in govorile v tujem jeziku. Nada jih je težko prenašala, vsak dan so tekale v njegovo pisarno, da mu pokažejo novo bluzo, on pa jih je izmenično vabil v kino ali na sprehod. Ko je nekega dneva stala pred oknom in občudovala prebujanje pomladi, on pa se je smehljal za njenim hrbtom, je že začutila veliko razliko med njima. Ona je v vseh ljudeh iskala notranje vrednote, on pa je imel oči zgolj za zunanjost. Tistega dneva zvečer sta se znašla na isti poti v predmestje. Na robu mesta sta zavila na travnik in sedla med seno. Ko sta se vračala domov, ji je naklonil hitri poljub na usta. Bila je razočarana, ker se naslednji dan med njima ni nič spremenilo. Ni prejela povabila na novo srečanje, nobenega nasmeha ali prisrčne besede. Bila je negotova, mislila je, da je zgolj še ena njegovih žensk za zabavo, ta negotovost pa se je še povečala, ko ga je naslednji dan videla v kinu z drugo. Zelo se je razveselila, ko jo je med počitnicami Boris povabil v prijateljevo gostišče ob jezeru. Veselje je trajalo vse do zadnjega dneva pred odhodom, ko ji je povedal, da ne bo mogel z njo. Na vlaku si je našla prostor ob oknu, pogledovala po peronu, ter upala, da se Boris vendarle prikaže. Vlak se je že začel premikati, ko ga je opazila kako teče. Vlak mu je ustavil in skupaj sta nadaljevala pot. 
Vse sobe so bile zasedene, zato sta se odpravila proti letoviški hišici, ki je bila last Borisovega znanca. Popoldne sta se sprehajala po okoliških jasah, se pogovarjala, zvečer pa sta se prvič ljubila. Nada je bila srečna, on pa naslednji dan hladen kot po navadi. Minil je teden čakanja, ko se je Nada odločila, da ga poišče. Najti ga je morala po naključju, na kopališču, kamor je zahajal. Takoj, ko je prišla, ga je zagledala v ženski družbi. Umaknila se je in ju opazovala, dokler se kopalci niso začeli razhajati, prav tako tudi Boris in njegova spremljevalka. Sledila jima je proti izhodu, Boris jo je opazil, je odslovil svojo spremljevalko in že sta bila z Nado skupaj na njegovem kolesu na poti domov. Tudi kasneje so bila njuna srečanja bolj naključna kot dogovorjena, vendar naključje hoče, da se sredi razburljivih vojnih dogodkov spet srečata. Boris ji pove, da so ga legitimirali in da mora izginiti, ona pa mu predlaga, da se lahko pred okupatorji skriva pri njej. Nekaj časa sta živela skupaj in Nada je zanosila. Boris zaradi bolezni, ki jo je prebolel, noče imeti otrok, zato jo prepričuje, naj splavi. Nada je nesrečna, saj si zelo želi otroka. Boris se tisto noč odpelje z vlakom k materi na deželo in njuni stiki se pretrgajo. Nada je vseeno želela obdržati otroka, vendar ji v sedmem mesecu nosečnosti umre v trebuhu. Boris se po vojni vrne in kmalu zatem se poročita. Za Borisa je bila to gola formalnost, Nadi pa je pomenilo veliko več. Medtem, ko je ona garala od jutra do večera, načrtovala vse njune izlete in začela z novo službo, je bila njemu ljubša improvizacija, sanjaril je o hiši, avtomobilu, jadrnici in širnem svetu. Nekaj časa sta živela umirjeno življenje, a Nada si je še vedno želela družine in otroka.  Borisov bratranec Stane se je začel dobivati s Sonjo in vse od takrat je Boris govoril samo o njej. Stane in Sonja sta se poročila, kmalu zatem pa je Nada zopet zanosila.
Zaradi ljubezni do Borisa je zopet splavila. Njemu je odleglo, ona pa je bila oropana in razbolela. Babičin poseg ni bil pravilen, zato je morala nekaj dni ostati v bolnišnici. 
Čez nekaj časa Nada zanosi še tretjič in tokrat ji Boris reče, naj obdrži otroka. Ko rodi, ga prideta skupaj s Sonjo pogledat. Nada po vrnitvi iz bolnišnice najde Borisovo pismo o koncu zveze. Čez nekaj dni se Boris vrne. A ne za dolgo, zakon se vedno bolj in bolj krha in se konča s trpko ugotovitvijo, da je ljubezen bolečina.

## O romanu
O tem romanu v bibliografiji ni najti kritik. 